# Santa Maria La Selva
Santa Maria la Selva è una frazione di 249 abitanti del comune di Acerra, nella città metropolitana di Napoli, in Campania.

## Geografia fisica
La frazione è situata nella zona sud di Acerra, dalla quale dista circa due chilometri e mezzo, lungo la via dei sanniti, alle porte dell'altra frazione acerrana di Gaudello, mezzo chilometro più a nord. Santa Maria la Selva è caratterizzata da un paesaggio prevalentemente agricolo, accompagnato da case coloniche e pochi edifici, in un territorio prevalentemente pianeggiante che sorge a 32 metri sul livello del mare.

## Storia
Anticamente ha fatto parte della città antica di Suessula, distrutta nell'anno 880 dai Saraceni.